# Siemens Open 2007
Il Siemens Open 2007 è stato un torneo di tennis facente parte della categoria ATP Challenger Series nell'ambito dell'ATP Challenger Series 2007. Il torneo si è giocato a Scheveningen nei Paesi Bassi dal 9 al 15 luglio 2007 su campi in terra rossa.

## Vincitori

### Singolare
Pablo Cuevas ha battuto in finale  Dominik Meffert con il punteggio di 6–3, 6–4

### Doppio
Raemon Sluiter /  Peter Wessels hanno battuto in finale  Rohan Bopanna /  Pablo Cuevas con il punteggio di 7–6(6), 7–5